# Euchontha memor
Euchontha memor är en fjärilsart som beskrevs av W. Warren 1904. Euchontha memor ingår i släktet Euchontha och familjen tandspinnare. Inga underarter finns listade i Catalogue of Life.